# Program Ranger
Program Ranger, serija NASA-inih svemirskih sondi lansiranih s ciljem snimanja prvih detaljnih fotografija površine Mjeseca. Dizajnirane su kako bi letjele izravno prema Mjesecu, šaljući fotografije na Zemlju sve dok se ne bi sudarile s površinom.
Od ukupno devet sondi lansiranih u razdoblju od 1961. do 1965., samo su Rangeri 7, 8 i 9 obavili misiju, s tim da su Rangeri 1 i 2 korišteni za testiranja u Zemljinoj orbiti.